# Chá gelado

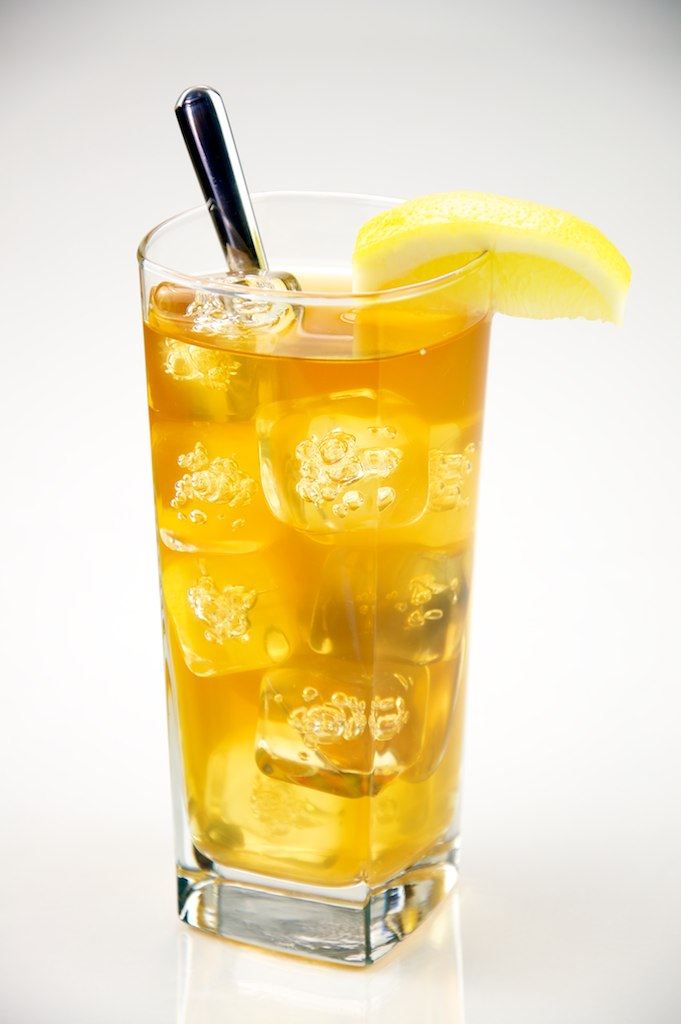

Chá gelado, também chamado de chá frio, é uma bebida, mais precisamente uma forma de chá, servido gelado ou bem gelado, gaseificado, assim como o gás não tem sabor mas faz espuma. Apesar de a maioria dos chás gelados obterem seu sabor a partir das folhas de chá-da-índia (Camellia sinensis), outras bebidas a base de ervas servidas frias são também chamadas por vezes de chá gelado.
Nos Estados Unidos, o chá gelado (iced tea) representa em torno de 85% de todo o chá consumido, sendo considerado uma alternativa popular a bebidas gaseificadas, especialmente nos estados do sul onde a temperatura é mais alta.
O chá mate, que é tradicionalmente consumido quente na Argentina, no Uruguai, no sul do Brasil e no Paraguai, costuma ser consumido gelado no centro-oeste e no sudeste do Brasil. Mate gelado é especialmente popular nos estados do Mato Grosso do Sul, Rio de Janeiro e parte norte do Paraná.